# Серия взрывов и поджогов в России (2024)
Серия взрывов и поджогов в России произошла в декабре 2024 года, охватив несколько её субъектов; наиболее массовой она стала в двух городах федерального значения — в Москве и Санкт-Петербурге. В период с 18 по 26 декабря в Российской Федерации было совершено как минимум 55 нападений с использованием пиротехники и горючих веществ. Объектами атак стали банковские отделения, в частности, банкоматы, а также машины возле отделений полиции. Значительная часть подозреваемых — люди предпенсионного и пенсионного возрастов и студенты, то есть самые уязвимые к психологическому давлению и внушению группы граждан. Практически все нападавшие сообщили, что действовали по указанию третьих лиц. По предварительным данным, они стали жертвами телефонных мошенников.

## Ход событий
Первые сообщения о взрывах поступили, по-видимому, днём 19 декабря 2024 года: на Клязьминской улице в Москве женщиной был подожжён банкомат. В тот же день 19-летний студент взорвал установку с салютами в банковском отделении в подмосковном Железнодорожном.
20 декабря фейерверк взорвался в торговом центре в Пскове. В тот же день мужчина подорвал взрывное устройство в отделении банка в Москве в Южном Тушино. В этом же городе в тот же день, на улице Яна Райниса, в банке прогремел ещё один фейерверк. 20 декабря в Северной столице 16-летняя девушка подожгла автомобиль полиции; возбуждено дело о теракте, петербурженку заключили под домашний арест. В Одинцове двое мужчин совершили поджог полицейского отделения, пожар удалось быстро потушить. В Петербурге в тот же день на набережной реки Фонтанки, д.90, 20-летний молодой человек бросил два коктейля Молотова в здание военкомата Ленинградской области.
21 декабря в Санкт-Петербурге 68-летняя женщина облила банкомат в отделении банка на Среднеохтинском проспекте горючей жидкостью после разговора с телефонными мошенниками; возбуждено уголовное дело о террористическом акте. В этот же день две женщины пенсионного возраста подожгли полицейский автомобиль на улице Есенина; также сообщалось о подстрекательстве неизвестных кураторов по телефону. В одних только Москве и Московской области за 21 декабря было совершено около 10 поджогов и взрывов пиротехники; в МВД сообщили о телефонных мошенниках, принудивших подозреваемых к таким действиям.
22 декабря мужчина поджёг отделение почты в Твери; он приклеил телефон к своей голове, чтобы вести видеозапись. Тогда же в подмосковном Королёве в отделении МФЦ 63-летний мужчина запустил салют; он тоже действовал под давлением телефонных мошенников. В Красноярске 19-летняя студентка облила зажигательной смесью банкомат, опалив свои руки; её госпитализировали с ожогами 2-й степени.
23 декабря в Норильске неизвестная подожгла банкомат, сняв процесс на камеру мобильного телефона, подозреваемой оказалась девушка 2001 года рождения. Вечером этого же дня в Перми почти одновременно произошли два поджога банкоматов в разных районах; их совершили 18-летний юноша и 50-летняя женщина. В Санкт-Петербурге 70-летний пенсионер Александр Никифоров вылил на банкоматы горючую жидкость, его задержали по уголовным делам о террористическом акте и приготовлению к преступлению.
24 декабря женщина подожгла салют в отделении банка в Невинномысске. Вечером накануне григорианского Рождества в центре Москвы 65-летний мужчина швырнул коктейль Молотова рядом со зданием ОВД «Арбат», его немедленно задержали; по неподтверждённым данным, он стал очередной жертвой мошенников. 76-летняя жительница Серпухова запустила фейерверк в торговом центре на Борисовском шоссе; 300 человек были эвакиурованы.
В Подмосковье в ночь на 25 декабря 74-летняя пенсионерка облила бензином и подожгла автомобиль участкового. Ей ассистировала другая женщина пенсионного возраста, причём они не знали друг друга: злоумышленники курировали их параллельно. Сообщается, что совершившая поджог пожилая женщина надеялась вернуть свои сбережения.
25 декабря в Санкт-Петербурге на проспекте Большевиков 2, 17-летний юноша бросил коктейль Молотова в витринное окно отделения почтовой связи. В результате оказалось разбито первое стекло двойного остекления, а также произошло оплавление металлического отступа окна. Пострадавших нет. Подозреваемого задержали 28 декабря.

## Реакция
Губернатор Санкт-Петербурга Александр Беглов заявил об усиленных мерах безопасности на фоне «тщетных попыток испортить праздник». Он заверил, что ситуация взята под контроль, и предупредил об опасности вступления в контакт с неизвестными.
В пресс-службе Сбербанка сообщили о схеме злоумышленников: телефонные мошенники обещают возвратить украденные средства, если жертвы выполнят «определенные противоправные действия», например, совершат нападение на офис банка. «Злоумышленники фактически зомбируют людей», заявил зампредседателя правления Сбербанка Станислав Кузнецов.
Многочисленные российские СМИ выпустили репортажи, посвященные волне поджогов и взрывов пиротехники. В некоторых из них так или иначе было указано о связи мошенников с Украиной.